# Industrielleneingabe

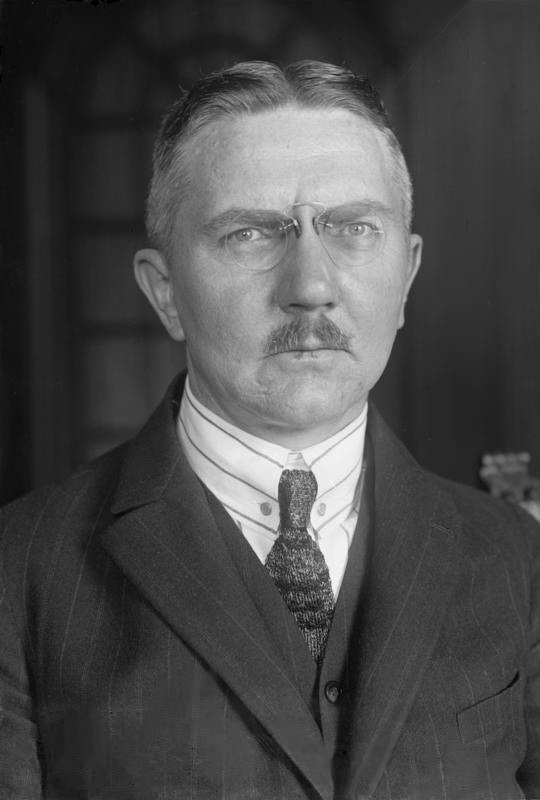
L'auteur de la pétition Hjalmar Schacht (en 1931).

La Industrielleneingabe, littéralement la « pétition des industriels », est une pétition datée du 19 novembre 1932, adressée par vingt représentants de l'industrie, de la finance et de l'agriculture au président du Reich Paul von Hindenburg pour réclamer la nomination d'Adolf Hitler au poste de chancelier du Reich.

## Contexte
L'idée de cette pétition a émergé à la fin octobre 1932 au sein du Cercle des amis de l'économie (Freundeskreis der Wirtschaft (en)), plus communément appelé Cercle Keppler, du nom de son fondateur, où elle reçut le soutien de Heinrich Himmler, qui assurait la coordination avec la Maison brune. L'élaboration du texte a été facilitée en particulier par Hjalmar Schacht, seul membre du Cercle Keppler ayant une certaine expérience politique.
Il y avait déjà eu deux tentatives similaires de soutien au parti nazi pour qu'il prenne le contrôle du gouvernement, une pétition de l'Union pour l'économie politique de Francfort (de) le 27 juillet 1931 et une déclaration signée par 51 professeurs en juillet 1932 dans le Völkischer Beobachter.
La pétition a été publiée pour la première fois en 1956 dans le Zeitschrift für Geschichtswissenschaft et sert de preuve pour soutenir que le monde des affaires a joué un rôle déterminant dans l'ascension des nazis.
En 1933, l'alliance entre parti national-socialiste allemand et grands industriels se poursuit à travers la réunion secrète du 20 février 1933. 

## Signataires
Les seize signataires initiaux étaient  :
1. Hjalmar Schacht, ancien président de la Reichsbank, membre du cercle Keppler ;
2. Friedrich Reinhart, porte-parole du conseil d'administration de la Commerzbank, membre du conseil d'administration de AEG, président de la Chambre de commerce et d'industrie de Berlin, membre du cercle Keppler ;
3. August Rosterg, PDG de Wintershall AG, membre du cercle Keppler ;
4. Kurt Freiherr von Schröder, banquier de Cologne, membre du cercle Keppler et du Deutscher Herrenklub (de). Des négociations décisives auront eu lieu chez lui, quelques semaines plus tard, avant la nomination de Hitler au poste de chancelier ;
5. Fritz Beindorff, propriétaire de la Pelikan AG, membre du conseil de surveillance de la Deutsche Bank ;
6. Emil Helfferich, membre du conseil d'administration de la German-American Petroleum Company (en), président du conseil de surveillance de HAPAG, membre du cercle Keppler ;
7. Franz Heinrich Witthoefft, président du conseil d'administration de Commerzbank et de Privat-Bank , président de la chambre de commerce de Hambourg, membre du cercle Keppler ;
8. Ewald Hecker, président de la chambre de commerce et d'industrie de Hanovre, membre du cercle Keppler ;
9. Kurt Woermann, armateur de Hambourg et membre du NSDAP ;
10. Carl Vincent Krogmann (en), copropriétaire de la Hamburger Bank, société de transport et maison de commerce Wachsmuth et Krogmann, membre du conseil du club national de Hambourg, maire de Hambourg de 1933 à 1945, membre de la chambre de commerce de Hambourg et membre du cercle Keppler ;
11. Kurt von Eichborn, copropriétaire d'une banque privée à Breslau ;
12. Eberhard Graf von Kalckreuth, président du la Fédération rurale impériale (Reichs-Landbund), membre du Deutscher Herrenklub ;
13. Erich Lübbert, cadre supérieur de Dywidag , président de l'AG für Verkehrswesen, membre du Conseil économique à Stahlhelm ;
14. Erwin Merck, superviseur de HJ Merck & Co., une banque commerciale de Hambourg ;
15. Joachim von Oppen, président de la chambre d'agriculture de Brandebourg ;
16. Rudolf Ventzki, directeur général de la Maschinenfabrik Esslingen.

Les signatures des personnalités suivantes ont été ajoutées ultérieurement :
1. Fritz Thyssen, président du conseil de surveillance de Vereinigte Stahlwerke (en) ;
2. Robert Graf von Keyserlingk-Cammerau, membre du conseil des associations allemandes d'employeurs agricoles, membre du Deutscher Herrenklub ;
3. Kurt Gustav Ernst von Rohr-Manze, propriétaire terrien.

Les sources sont contradictoires sur le fait qu'Engelbert Beckmann, président de l'Association du Land de Westphalie ait signé.